# Лорд Нэрн

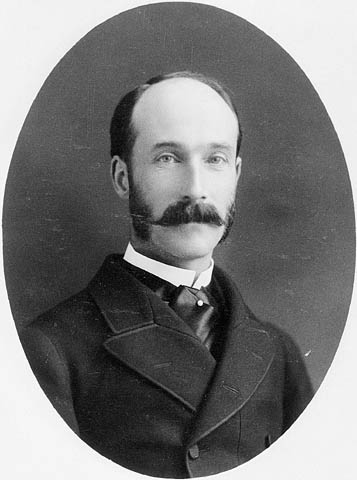
Генри Петти-Фицморис, 5-й маркиз Лансдаун, 9-й лорд Нэрн (1845—1927)

Лорд Нэрн (англ. Lord Nairne) — наследственный титул в системе Пэрства Шотландии, созданный Карлом II Стюартом 27 января 1681 года для сэра Роберта Нэрна из Стратхорда (ок. 1620—1683). С 1995 года этот титул носят виконты Мерси.

## История
Сэр Роберт Нэрн из Стратхорда (ок. 1620—1683), сторонник Карла II Стюарта, в 1681 году получил титул барона Нэрна. После его смерти титул лорда Нэрна унаследовал его зять, лорд Уильям Мюррей (ок. 1664—1726), младший сын Джона Мюррея, 1-го маркиза Атолла, муж его единственной дочери Маргарет Нэрн (1669—1747). Лорд Уильям Мюррей, который принял фамилию «Нэрн» истал 2-м лордом Нэрном, присоединился к Якобитскому восстанию 1715 года. В битве при Престоне он был взят в плен и приговорен к смерти. Позднее он был помилован, но его титул не были восстановлены. Его сын Джон Нэрн (ок. 1691—1770), который до конфискации носил титул 3-го барона Нэрна, также был взят в плен в битве при Престоне, но вскоре освобожден. В 1745 году Джон Нэрн принял участие во втором Якобитском восстании в Шотландии, участвовал в ряде сражений с английской армией. В 1746 году он был лишен титула и владений, бежал во Францию. Его сын Джон Нэрн (ум. 1782) был отцом Уильяма Мюррея Нэрна (1757—1830), который был восстановлен в правах в 1824 году, став 5-м бароном Нэрном. Он женился на Кэролайн (1766—1845), дочери Лоуренса Олифанта, одного из ведущих сторонников якобитов и известного автора шотландских песен. В 1837 году после смерти бездетного Уильяма Нэрна, 6-го лорда нэрна (1808—1837), мужская линия рода угасла. Ему наследовал его двоюродная сестра, Маргарет Меркер Элфинстоун, баронесса Кейт (1788—1867), жена французского генерала Огюста Шарля-Жозефа, графа де ла Флао (1785—1870), но она не претендовала на титул. В 1874 году её дочь Эмили Петти-Фицморис (1819—1895), жена Генри, 4-го маркиза Лансдауна (1816—1866), была признана Палатой лордов в качестве 8-й леди Нэрн. Маркизу и маркизу наследовал их старший сын, Генри Чарльз Кейт Петти-Фицморис, 5-й маркиз Лансдаун, 9-й лорд Нэрн (1845—1927). Титул лорда Нэрна оставался дочерним титулом маркизов Лансдаун до смерти в 1944 году его внука, Чарльза Петти-Фицмориса, 7-го маркиза Лансдауна (1917—1944). После смерти последнего титул маркиза Лансдауна унаследовал его двоюродный брат, Джордж Петти-Фицморис, 8-й маркиз Лансдаун (1912—1999), а лордство перешло к его сестре Кэтрин Эвелин Констанс Бигем, которая стала 12-й леди Нэрн (1912—1995). Она была женой Эдварда Клайва Бигема, 3-го виконта Мерси (1906—1979). Им наследовал их старший сын, Ричард Бигем, 4-й виконт Мерси и 13-й лорд Нэрн (1934—2006). 
По состоянию на 2024 год носителем титула являлся сын последнего, Эдвард Бигем, 5-й виконт Мерси и 14-й лорд Нэрн (род. 1966).

## Лорды Нэрн (1681)

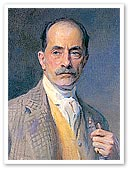
Подполковник Генри Уильям Эдмунд Петти-Фицморис, 6-й маркиз Лансдаун, 10-й лорд Нэрн (1872—1936)

- 1681—1683: Роберт Нэрн, 1-й лорд Нэрн (ок. 1620 — 30 мая 1683), старший сын Роберта Нэрна (ум. 1652) и Кэтрин Престон
- 1683—1716: Уильям Мюррей, 2-й лорд Нэрн (10 декабря 1664 — 3 февраля 1726), четвертый сын Джона Мюррея, 1-го маркиза Атолла, муж Маргарет Нэрн (1669—1747), единственной дочери предыдущего, лишен титула в 1716 году
- 1726—1770: Джон Нэрн, де-юре 3-й лорд Нэрн (1691 — 11 июля 1770), сын предыдущего
- 1770—1782: Подполковник Джон Нэрн, де-юре 4-й лорд Нэрн (ум. 7 ноября 1782), сын предыдущего
- 1782—1830: Уильям Мюррей Нэрн, 5-й лорд Нэрн (1757 — 9 июля 1830), второй сын предыдущего, восстановлен в титуле в 1824 году
- 1830—1837: Уильям Мюррей Нэрн, 6-й лорд Нэрн (1808 — 7 декабря 1837), сын предыдущего
- 1837—1867: Маргарет Мерсер Эльфинстон, 7-я леди Нэрн, 2-й баронесса Кейт (12 июня 1788 — 11 ноября 1867), дочь адмирала Джорджа Кейта Элфинстоуна, 1-го виконта Кейта (1745—1823) и Джейн Меркер (ум. 1789), двоюродная сестра предыдущего
- 1867—1895: Эмили Джейн Петти-Фицморис, маркиза Лансдуан, 8-я леди Нэрн (16 мая 1819 — 26 июня 1895), старшая дочь предыдущей, жена Генри Петти-Фицмориса, 4-го маркиза Лансдауна (1816—1866)
- 1895—1927: Генри Чарльз Кейт Петти-Фицморис, 5-й маркиз Лансдаун, 9-й лорд Нэрн (14 января 1845 — 3 июня 1927), старший сын предыдущих
- 1927—1936: Подполковник Генри Уильям Эдмунд Петти-Фицморис, 6-й маркиз Лансдаун, 10-й лорд Нэрн (14 января 1872 — 5 марта 1936), старший сын предыдущего
- 1936—1944: Чарльз Петти-Фицморис, 7-й маркиз Лансдаун, 11-й лорд Нэрн (7 января 1917 — 20 августа 1944), второй сын предыдущего
- 1944—1995: Кэтрин Эвелин Констанс Бигем, виконтесса Мерси, 12-я леди Нэрн (20 июня 1912 — 20 октября 1995), старшая сестра предыдущего, жена Эдварда Клайва Бигема, 3-го виконта Мерси (1906—1979)
- 1995—2006: Ричард Морис Клайв Бигем, 4-й виконт Мерси, 13-й лорд Нэрн (8 июля 1934 — 5 августа 2006), старший сын предыдущих
- 2006 — настоящее время: Эдвард Джон Халлам Бигем, 5-й виконт Мерси, 14-й лорд Нэрн (род. 23 мая 1966), единственный сын предыдущего
  - Наследница титула: достопочтенная Флора Диана Джоан Бигем, хозяйка Нэрн (род. 17 мая 2003), старшая дочь предыдущего.